# チェット・ホルムグレン
チェット・トーマス・ホルムグレン（Chet Thomas Holmgren, 2002年5月1日 - ）は、アメリカ合衆国ミネソタ州ミネアポリス出身のプロバスケットボール選手。NBAのオクラホマシティ・サンダーに所属している。ポジションはセンターまたはパワーフォワード。

## 経歴

### ハイスクール
6年生時からは地元の私立校ミネハハ・アカデミーに所属。1学年上のチームメイトにはAAUで小学3年生の頃からのチームメイトであるジェイレン・サッグスがいた。入学時点で身長は188cmだったが、9年生になるまでの間に約17.8cm伸びている。1年目のシーズンは平均6.2得点、3.0リバウンドを記録。チームは州大会連覇を達成した。2年目のシーズンは大きく成績を伸ばし、平均18.6得点、11.0リバウンドを記録。チームも州大会3連覇を達成した。このシーズン終了後にアマチュア運動連合が主催したトーナメントにグラスルーツシズルの一員として参加し、トーナメントMVPを受賞。この活躍により、早くもNCAAの多くの大学から注目を集めるようになる。そして2019年8月に現役NBA選手のステフィン・カリーが主催したトレーニングキャンプに参加。ピックアップゲームでカリーと対戦し、クロスオーバーでカリーを抜き去りダンクを決めた。この動画が全米で話題となり、カリーからも称賛された。その後、3年目のシーズンは平均14.3得点を記録。チームも25勝3敗の好成績を残した。4年目のシーズンはチームを4度目の州大会優勝へ導き、ネイスミス年間最優秀選手賞、モーガン・ウッテン年間最優秀選手賞、マクドナルド・オール・アメリカンなど数々の功績を残した。

### リクルート
ホルムグレンは4年目のシーズン終了時点で30もの大学からオファーを受けており、ESPN、ライバルズ、247スポーツの主要3サイトからいずれも5つ星で評価され、その全てで全体1位にランクインした。その後2021年4月19日にゴンザガ大学への進学を決断した。
| 氏名 | 出身                                                                                | 高校 / 大学               | 身長               | 体重           | コミット日    |
| --- | ----------------------------------------------------------------------------------- | ------------------------- | ------------------ | -------------- | ------------- |
| チェット・ホルムグレン C | ミネアポリス                                                                        | ミネハハ・アカデミー (MN) | 7 ft 0 in (2.13 m) | 195 lb (88 kg) | 2021年4月19日 |
| チェット・ホルムグレン C | リクルート スターレーティング: Scout: N/A Rivals: 247Sports: ESPN: ESPNグレード: 97 |                           |                    |                |               |
| 全リクルート順位: Rivals: 1 247Sports: 1 ESPN: 1 |                                                                                     |                           |                    |                |               |
| - 注意: 多くの場合、Scout、Rivals、247Sports、ESPNの間で身長、体重が一致しない可能性がある。 - これらの場合、平均をとっている。ESPNグレードは100ポイントスケールに基づいている。 出典: - “2021 Team Ranking”. Rivals.com. 2021年4月30日閲覧。 |                                                                                     |                           |                    |                |               |

### カレッジ
2021-22シーズンは32試合に出場して平均14.1得点、9.9リバウンド、3.7ブロックを記録し、WCCの新人王、最優秀守備選手賞などを受賞した。シーズン終了後に2022年のNBAドラフトへアーリーエントリーした。

### オクラホマシティ・サンダー
ドラフト全体2位でオクラホマシティ・サンダーから指名され、2022年7月5日に契約した。ドラフト後に行われたサマーリーグでは好成績を記録したが、8月21日に出場したプロアマ混合の試合にてレブロン・ジェームズと接触した際に右足リスフラン関節損傷の大怪我を負い、1年目の2022-23シーズンを全休することになった。
NBAデビューとなった2023-24シーズン、2024年2月25日のヒューストン・ロケッツ戦を終えた時点でのブロック数が151、3ポイントシュート成功数が100に到達し、ルーキーシーズンに150ブロックと100本の3ポイントシュートを成功させたNBA史上初の選手となった。

## プレースタイル
センターながらガードのようなフットワークやボールハンドリング、シュートレンジなど多才なスキルを誇り、そのユニークなプレースタイルからユニコーンとも呼ばれる。垂直跳びはセンターの平均値を遥かに上回っており、229cmという卓越したウィングスパンも相まって、リバウンドやブロックショットを量産する。同ポジションの他選手と比べて3ポイントシュートの精度も高く、インサイドでもアウトサイドでも活躍できる。

## 個人成績

### NBA

#### レギュラーシーズン
| シーズン | チーム | GP  | GS  | MPG  | FG%  | 3P%  | FT%  | RPG | APG | SPG | BPG | PPG  |
| -------- | ------ | --- | --- | ---- | ---- | ---- | ---- | --- | --- | --- | --- | ---- |
| 2023–24  | OKC    | 82  | 82  | 29.4 | .530 | .370 | .793 | 7.9 | 2.4 | .6  | 2.3 | 16.5 |
| 2024–25  | OKC    | 32  | 32  | 27.4 | .490 | .375 | .754 | 8.0 | 2.0 | .7  | 2.2 | 15.0 |
| 通算     | 通算   | 114 | 114 | 28.9 | .519 | .372 | .780 | 7.9 | 2.3 | .7  | 2.3 | 16.1 |

#### プレーオフ
| シーズン | チーム | GP | GS | MPG  | FG%  | 3P%  | FT%  | RPG | APG | SPG | BPG | PPG  |
| -------- | ------ | -- | -- | ---- | ---- | ---- | ---- | --- | --- | --- | --- | ---- |
| 2024     | OKC    | 10 | 10 | 34.5 | .496 | .260 | .758 | 7.2 | 2.1 | .7  | 2.5 | 15.6 |
| 2025     | OKC    | 23 | 23 | 29.8 | .462 | .297 | .784 | 8.7 | 1.0 | .7  | 1.9 | 15.2 |
| 通算     | 通算   | 33 | 33 | 31.2 | .473 | .284 | .777 | 8.2 | 1.3 | .7  | 2.1 | 15.3 |

### カレッジ
| シーズン | チーム   | GP | GS | MPG  | FG%  | 3P%  | FT%  | RPG | APG | SPG | BPG | PPG  |
| -------- | -------- | -- | -- | ---- | ---- | ---- | ---- | --- | --- | --- | --- | ---- |
| 2021-22  | ゴンザガ | 32 | 31 | 26.9 | .607 | .390 | .717 | 9.9 | 1.9 | .8  | 3.7 | 14.1 |